# Melissa Georgeová
Melissa Georgeová (* 6. srpna 1976 Perth, Západní Austrálie), rodným jménem Melissa Suzanne George je australská filmová a televizní herečka, působící také ve Velké Británii a Spojených státech, kde získala občanství. Na filmovém plátně debutovala v roce 1998.
Jako teenagerka začala působit v modelingu. V šestnácti letech potkala filmovou agentku Liz Mullinarovou a následně vyhrála konkurs na roli Angely Parrishové v australské mýdlové opeře Home and Away (1993–1996). Postava jí zajistila popularitu a vynesla pět nominací na Logie Award v řadě, z nichž dvě proměnila ve vítězství. Přestěhovala se do Sydney, aby pokračovala v herecké dráze.
Po příchodu do Spojených států se objevila v seriálech Přátelé (2003), Alias (2003–2004), Chirurgové (2008–2009), Anatomie lži (2010) nebo V odborné péči (2008), v němž ztvárnila roli Laury Hillové. Za tento herecký výkon byla nominovaná na Zlatý glóbus za nejlepší ženský herecký výkon ve vedlejší roli v seriálu, minisérii nebo televizním filmu.
Filmovým debutem se stalo neo-noirové science fiction Smrtihlav (1998). Následně si zahrála v menších úlohách experimentálního retrospektivního krimi thrilleru Angličan (1999) a mysteriózním snímku Mulholland Drive (2001). Jako představitelka titulních rolí se představila v remaku 3:15 zemřeš (2005), Håfströmově thrilleru Hra s nevěrou (2006) a upířím hororu 30 dní dlouhá noc (2007). Kladné kritické ohlasy získala za postavu Jess ve filmu Triangle (2009).
Za výkon v australské dramatické sérii The Slap (2011) obdržela Logie Award pro nejlepší herečku. Zahrála si také v britsko-americké špionážní sérii Pronásledovaná (2012). V roce 2012 se objevila v americké verzi seriálu The Slap.

## Osobní život
Narodila se roku 1976 v západoaustralském Perthu do rodiny zdravotní sestry Pamely a stavebního dělníka Glenna Georgeových. William Ward, který byl jejím předkem z matčiny strany několik generací nazpět, pracoval jako vězeňský dozorce na ostrově Rottnest, ležícím na volném moři u Perthu. Od sedmi let začala jako druhá nejstarší ze čtyř sourozenců navštěvovat hodiny stepu, baletu a moderního tance. Zajímala se také o jazz.
Zaujetí tancem přerostlo ve vášeň umělecké jízdy na kolečkových bruslích. Stala se australskou národní mistryní v jízdě na kolečkových bruslích a v letech 1989 a 1990 získala na šampionátu bronzovou medaili. V roce 1991 pak vybojovala stříbrný kov na juniorském mistrovství světa.

## Soukromý život

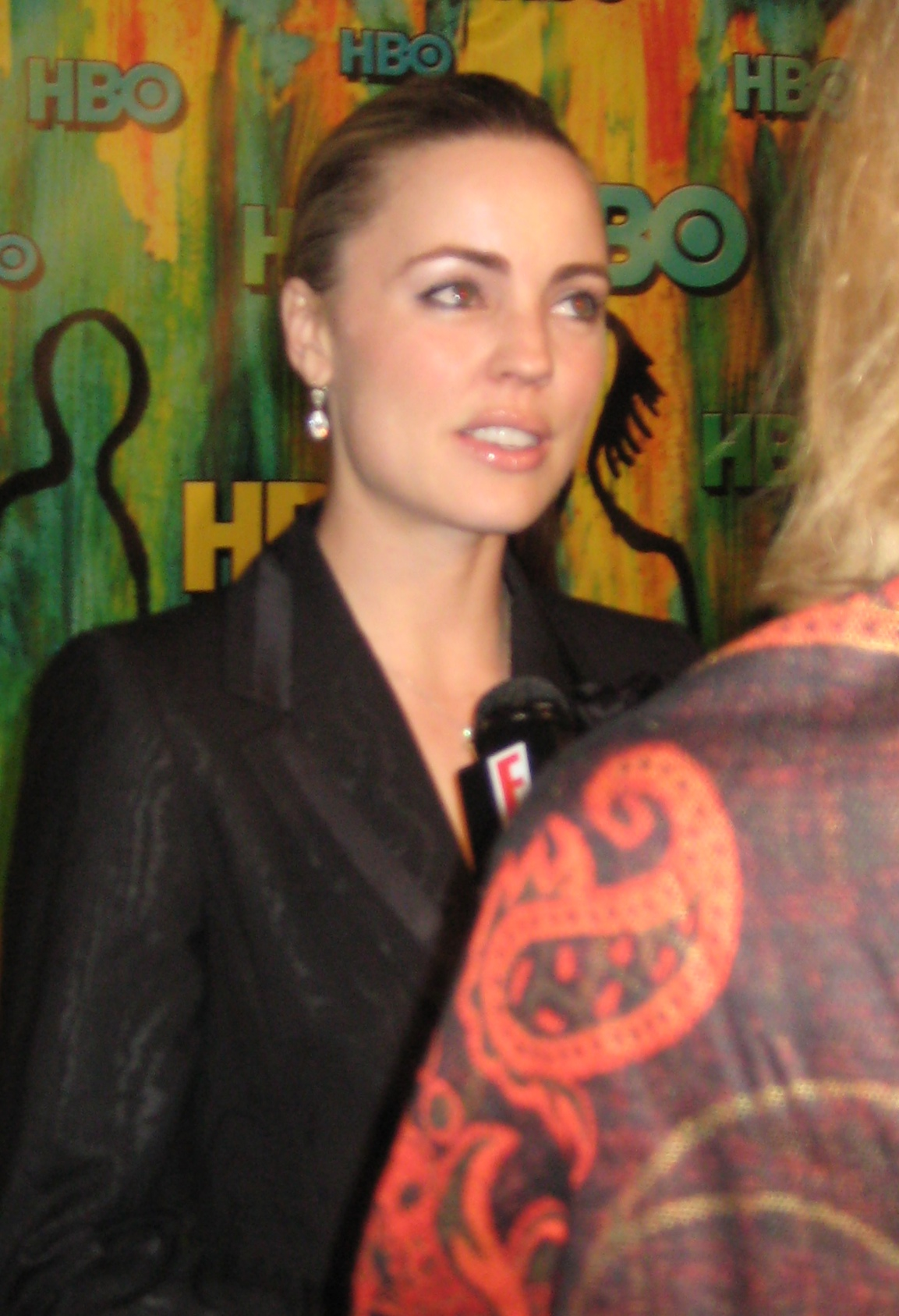
Melissa Georgeová, 2008

V roce 1998 potkala na Bali chilského filmového režiséra Claudia Dabeda, za kterého se po dvouleté známosti provdala. V roce 2008 získala americkou státní příslušnost a stala se občankou Spojených států. Roku 2011 společně s manželem oznámili záměr rozvodu. Poté zahájila partnerský vztah s americkým magnátem a zakladatelem hudebního vydavatelství v žánru hip hop Russellem Simmonsem. Po rozchodu s ním, byla spojována s francouzským milionářem Jeanem-Davidem Blancem. Společně mají dva syny Raphaëla (narozený 2014) a Solala (narozený 2015).
Její sestřenicí je australská operní pěvkyně, sopranistka a také cellistka Taryn Fiebigová (nar. 1972).
V rámci ztvárnění role ve filmu Není kam utéct uskutečnila výstup na Ben Nevis. V rozhovoru pro britský bulvár The Sun prohlásila: „Bylo to těžké, protože je to hodně nebezpečné místo, kde nebyl dostatek prostoru pro velký štáb, ale dokázali jsme to. Vystupovala jsem spolu s Di Gilbertem, který několikrát zlezl Everest, takže to bylo neuvěřitelné. A když vylezete nahoru, je to prostě ohromný pocit úspěchu“.
Je považována za vynálezkyni „Style Snaps“, nápadu umožňujícího měnit délku nohavice kalhot bez použití jehly při založení, jen prostřednictvím adhezivních pásků na švech kalhot. Tento vynález uplatnila přes přímý televizní marketing. V roce 2012 herečka prohlásila, že vlastní tři patenty, které využívají ženy, a díky nim vydělala milióny dolarů – větší množství peněz, než byl její výdělek z celé herecké kariéry.

## Herecká filmografie

### Film
| Film | Film                      | Film                    | Film           |
| Rok  | Film                      | Role                    | Poznámka       |
| ---- | ------------------------- | ----------------------- | -------------- |
| 1997 | Fable                     | Rex Fable               | televizní film |
| 1997 | Hollyweird                | Caril Ann               | televizní film |
| 1998 | Smrtihlav                 | May                     |                |
| 1999 | Angličan                  | Jennifer 'Jenny' Wilson |                |
| 2001 | Lincolnská střední        | Cleo Miller             |                |
| 2001 | Mulholland Drive          | Camilla Rhodes          |                |
| 2001 | New Port South            | Amanda                  |                |
| 2002 | Lost in Oz                | Alexandra Wilder        | televizní film |
| 2003 | Kašlu na lásku            | Elkie                   |                |
| 2003 | L.A. Confidential         | Lynn Bracken            | televizní film |
| 2005 | 3:15 zemřeš               | Kathy Lutz              |                |
| 2005 | Hra s nevěrou             | Deanna Schine           |                |
| 2006 | Brazilský masakr          | Pru Stagler             |                |
| 2007 | Music Within              | Christine               |                |
| 2007 | Rovnice smrti             | Helen Westcott          |                |
| 2007 | Home Sick                 | Call Girl               |                |
| 2007 | 30 dní dlouhá noc         | Stella Oleson           |                |
| 2008 | Unesená                   | Jamie                   |                |
| 2009 | Devil's Eye               | Melissa                 | krátkometrážní |
| 2009 | Triangle                  | Jess                    |                |
| 2009 | U.S. Attorney             | Susan Shelle            | televizní film |
| 2010 | Další šance               | Kate Fischer            | televizní film |
| 2011 | Není kam utéct            | Alison                  |                |
| 2011 | Swinging with the Finkels | Janet                   |                |
| 2011 | Pytel kostí               | Mattie Devore           | televizní film |
| 2012 | Between Us                | Sharyl                  |                |
| 2013 | Felony                    | Julie Toohey            |                |
| 2013 | Gothica                   | Fiona Hunter            | televizní film |
| 2017 | The Butterfly Tree        | Evelyn                  |                |
| 2018 | Don't Go                  | Hazel                   |                |

### Televize

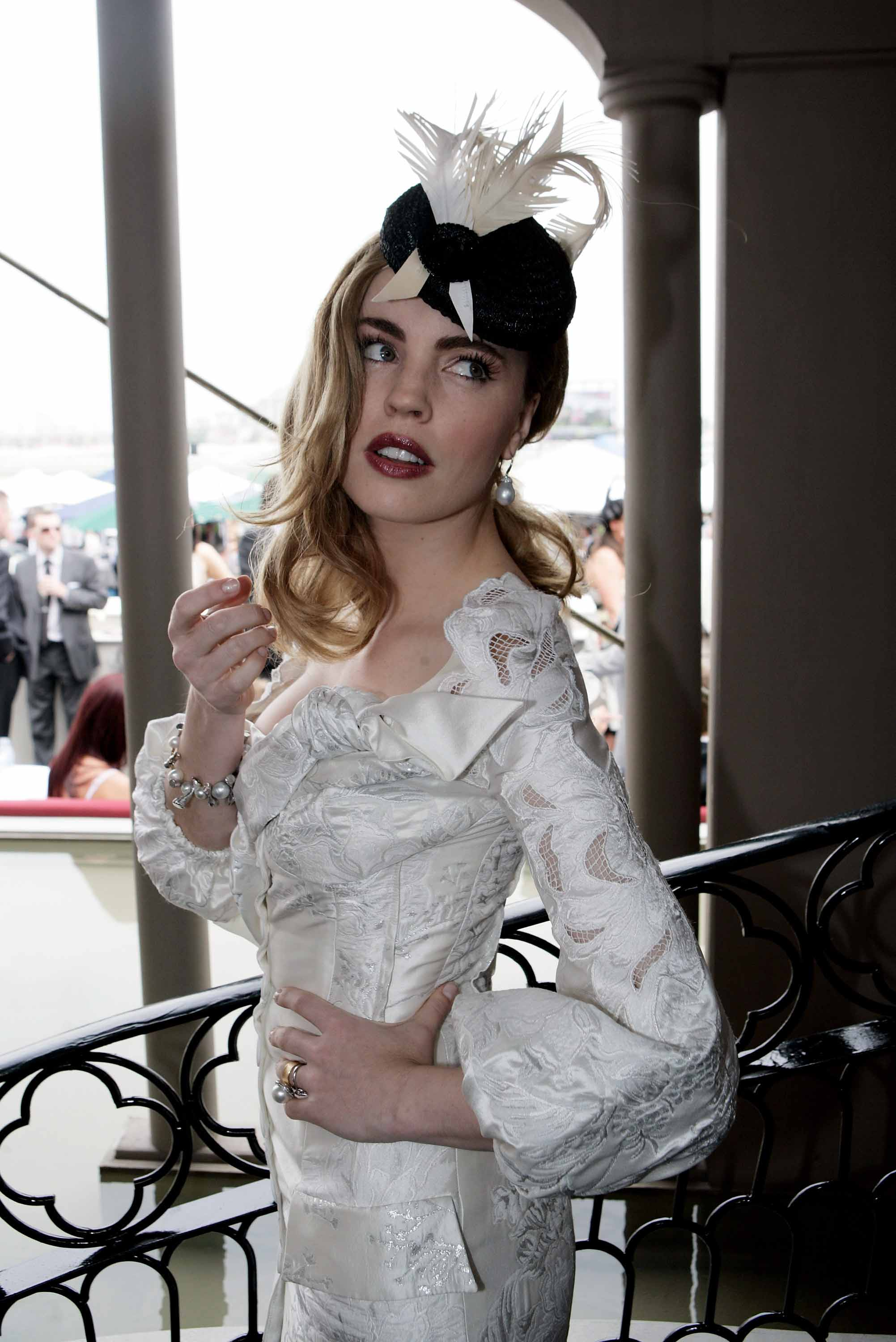
Melissa Georgeová, 2008

| Televizní seriály | Televizní seriály       | Televizní seriály       | Televizní seriály                                                                       |
| Rok               | Seriál                  | Role                    | Poznámka                                                                                |
| ----------------- | ----------------------- | ----------------------- | --------------------------------------------------------------------------------------- |
| 1993–1996         | Home and Away           | Angel Parrish           | hlavní role Logie Award pro nejoblíbenější herečku Logie Award za nejoblíbenější talent |
| 1997              | Roar                    | Molly                   | vedlejší role, 5 dílů                                                                   |
| 1997              | Oddělení vražd          | Petra Salinis           | díl: „Hot Shot“                                                                         |
| 1999              | Policie z Palm Beach    | Fiona Grant             | 8. řada, díl: „A Clockwork Florida Orange“                                              |
| 2000              | Tales of the South Seas | Kat                     | díl: „The Outlaws“                                                                      |
| 2001              | Zloději                 | Rita                    | hlavní role                                                                             |
| 2003              | Párování                | Susan                   | neodvysílaný pilot                                                                      |
| 2003              | Přátelé                 | Molly                   | díl: „Phoebe a její krysy“ díl: „Jak Monica zpívala“                                    |
| 2003              | Můj přítel Monk         | Jenna Ryan              | díl: „Pan Monk jde do divadla“                                                          |
| 2003              | Čarodějky               | Freyja                  | díl: „Valkýry z Vallhaly, část první“ díl: „Valkýry z Vallhaly, část druhá“             |
| 2003–2004         | Alias                   | Lauren Reed             | hlavní role (3. řada), hostující role (4. řada), 23 dílů                                |
| 2006              | Temné příběhy           | Mathilda Banks          | díl: „There's Something About Kyanna“                                                   |
| 2008              | V odborné péči          | Laura Hill              | hlavní role (1. řada), 8 dílů                                                           |
| 2008–2009         | Chirurgové              | Sadie Harris            | 8 dílů                                                                                  |
| 2010              | Anatomie lži            | Clara Musso             | 2. řada, díl: „Čistá pravda“, „Čtení z nehybné tváře“ a „Dobře mířená kulka“            |
| 2011              | The Slap                | Rosie                   | australská verze, hlavní role, 8 dílů Logie Award za nejlepší výkon herečky             |
| 2012              | Pronásledovaná          | Sam Hunter              | hlavní role                                                                             |
| 2013–2014         | Dobrá manželka          | Marilyn Garbanza        | 8 dílů                                                                                  |
| 2015              | The Slap                | Rosie                   | americká verze, 8 dílů                                                                  |
| 2016              | Heartbeat               | dr. Alexandra Panttiere | hlavní role, 10 dílů                                                                    |
| 2018              | The First               | Diane Hagerty           | hlavní role, 2 díly                                                                     |
| 2019              | Bad Mothers             | Charlotte               | díl: „Episode 1“                                                                        |
| 2019              | Star Trek: Discovery    | Vina                    | díl: „If Memory Serves“                                                                 |